# آود- بايرلاند
آود- بايرلاند Oud-Beijerland  هي مدينة وبلدية غرب هولندا، في مقاطعة جنوب هولندا.

## طوبوغرافيا
خريطة طوبوغرافية هولندية لبلدية آود- بايرلاند، يونيو 2015، (تقرأ بعد ثلاث نقرات على الخريطة).

## أعلام
- أدري فان تيغيلين
- روجير مولهوك
- فيليب فان ديجيك